# 루터베르크 전투
루터베르크 전투는 두 가지가 있다.
첫 번째 루터베르크 전투(루터부르크(Lutternburg), 라우터르바흐(Lauterbach)라고도 한다.)는 1758년 10월 10일 벌어진 전투로 수비즈 공작이 이끄는 42,000명의 프랑스군이 작센에서 오베르크(Oberg)장군 휘하의 14,000명으로 구성된 연합군을 격퇴한 전투이다. 이 승리로 수비즈 공작은 원수 직위를 얻었다.
제2차 루터베르크 전투는 1762년 7월 23일 벌어진 전투로 루자스 백작(Comte de Lusace) 휘하의 프랑스군과 작센의 분견대가 페르디난트 공 휘하의 군세를 격파하였다.

## 참조
1. ↑  1911 Encyclopedia Britannica, 11th Edition, New York 1910, Vol.X, p.460: "The oriflamme and the Chape de St Martin were succeeded at the end of the 16th century, when Henry III., the last of the house of Valois, came to the throne, by the white standard powdered with fleurs-de-lis. This in turn gave place to the famous tricolour."George Ripley, Charles Anderson Dana, The American Cyclopaedia, New York, 1874, p. 250, "...the standard of France was white, sprinkled with golden fleur de lis...". * 보관됨 2008-01-16 - 웨이백 머신The original Banner of France was strewn with fleurs-de-lis.